# Peller Mariann (műsorvezető)
Peller Mariann Erzsébet (Budapest, 1983. július 30. –) magyar televíziós és rádiós személyiség, szinkronszínész és újságíró.

## Életpályája
Pilisvörösváron nőtt fel. Eleinte jogász vagy ügyvéd szeretett volna lenni. A középiskolát külkereskedelmi szakon végezte, majd a Budapesti Gazdasági Főiskola nemzetközi kommunikáció szakán szerzett diplomát, médiamenedzsment szakirányon, mivel elsőre nem sikerült felvételije a színművészeti akkor induló tv-s szakára, de nem adta fel. 14 éves kora óta szerepelt, szakközépiskolában a Pomádéban Frenchyt alakította, ám saját bevallása szerint már 17 éves kora óta televíziós munkáról álmodott.
2005-ben felvételt nyert a Színház- és Filmművészeti Egyetemre, ahol 2009-ben végzett, Bárdos András osztályában Televíziós műsorvezető, rendező szakon. Már az első és a harmadik évben  is levelet kapott Vitray Tamástól, amiben biztatta és megjósolta, hogy az első lesz, aki munkát kap a szakmában. Szakdolgozatát Az Anya és a Poligámia avagy a dokumentumfilm és a fikciós tévéjáték készítésének összehasonlító elemzése címmel írta.
2008 őszén debütált az RTL Klub-on a Fogd a pénzt és fuss! című játékában. A műsor ugyan megbukott, de a műsorvezető a Reggeli című adásban kapott új lehetőséget. 2010. augusztus 13-án a Rádió 1 Kukori című reggeli műsorába a hallgatók szavazták meg.
2011. április 9-től a TV2 Nagy Duett című show-műsorában Bereczki Zoltánnal lépett színpadra. 2011 szeptemberétől pedig az ÖsszeEsküvők nevű valóságshow műsorvezetője volt. 2012 májusában szerepet kapott a Jóban Rosszban című sorozatban apácaként.
2016-tól 2017-ig a Petőfi Rádió Talpra magyar! című reggeli műsorának volt az egyik műsorvezetője Harsányi Levente és Kardos-Horváth János mellett.

### Családja
Édesanyja Peller Anna énekesnő. Nővére Peller Anna színésznő. Volt férje Juni György. Két gyermekük van: Kornél (2013) és Szilveszter (2015).

## Filmográfia

### Televízió

#### Sorozat
| Év   | Cím             | Szerep        | Megjegyzés            |
| ---- | --------------- | ------------- | --------------------- |
| 2012 | Jóban Rosszban  | Cecília nővér | Visszatérő; 11 epizód |
| 2023 | A mi kis falunk | Kalmár Rita   | 1 epizód              |

#### Műsor
| Év                    | Műsor                                  | Szerepkör   | Csatorna                         | Megjegyzés                                      |
| --------------------- | -------------------------------------- | ----------- | -------------------------------- | ----------------------------------------------- |
| 1999                  | Meglepő és mulatságos                  | szereplő    | RTL Klub                         | Mellék; 1 epizód                                |
| 2008                  | Fogd a pénzt és fuss!                  | műsorvezető | RTL Klub                         |                                                 |
| 2009–2010; 2018–jelen | Reggeli                                | műsorvezető | RTL Klub                         |                                                 |
| 2011                  | A nagy duett                           | versenyző   | TV2                              | Berecki Zoltánnal lépett színpadra; 8 epizód    |
| 2011                  | ÖsszeEsküvők                           | műsorvezető | TV2/FEM3/PRO4                    | Till Attilával vezette                          |
| 2016–2017             | Magyarország, szeretlek!               | játékos     | Duna                             | Vendég; 2 epizód                                |
| 2017–2020             | Utazás a lelked körül Peller Mariannal | műsorvezető | LifeTV                           |                                                 |
| 2018                  | A Konyhafőnök VIP                      | versenyző   | RTL Klub                         |                                                 |
| 2018–2020             | DTK: Elviszlek magammal                | szereplő    | WMN Magazin                      | Vendég; 2 epizód                                |
| 2019                  | Helló, tesó!                           | szereplő    | WMN Magazin                      | Vendég; Epizód: „Peller Anna és Peller Mariann” |
| 2019–2020             | Nyugi! Köztünk marad...                | szereplő    | LifeTV                           | Vendég; 2 epizód                                |
| 2019                  | Gyertek át! – a sztárvetélkedő         | játékos     | RTL Klub                         | Vendég; Epizód: 11. rész                        |
| 2019–2020             | Lélekközösség Peller Mariannal         | műsorvezető | LifeTV                           |                                                 |
| 2020                  | Lélekközösség korona idején            | műsorvezető | LélekKözösség Peller Mariannal   |                                                 |
| 2020                  | Életünk története                      | szereplő    | RTL Klub                         | Vendég; Epizód: 1. évad 4. rész                 |
| 2021–jelen            | UTAZÁS A LELKED KÖRÜL                  | műsorvezető | LélekKözösség Peller Mariannal   |                                                 |
| 2023-                 | 20 perc őszintén                       | műsorvezető | Femcafé / Szeretlek Magyarország |                                                 |

### Rádió
| Év         | Műsor                          | Rádió        | Szerepkör   | Megjegyzés                                                                     |
| ---------- | ------------------------------ | ------------ | ----------- | ------------------------------------------------------------------------------ |
| 2010       | Kukori                         | Rádió 1      | műsorvezető |                                                                                |
| 2016–2017  | Talpra magyar!                 | Petőfi Rádió | műsorvezető | Harsányi Leventével és Kardos-Horváth Jánossal vezette                         |
| 2020       | Balázsék                       | Rádió 1      | műsorvezető | Sebestyén Balázst helyettesítette; Vadon Jánossal és Rákóczi Ferenccel vezette |
| 2020–jelen | Lélekközösség Peller Mariannal | Sláger FM    | műsorvezető |                                                                                |

## Szinkronszerepek
- Harmadik műszak: Holly Levine – Yvonne Jung
- A S.H.I.E.L.D. ügynökei: Barbara 'Bobbi' Morse – Adrianne Palicki
- A varázsló háza: Phoebe Taylor – Kate Greenhouse
- A szerelem foglyai: Milagros Santos de Salvatierra – Gabriela Roel  (1. hang)
- Dragonlance krónikái: Az őszi alkony sárkányai: Goldmoon – Lucy Lawless
- Párizsi jóbarátok: Sharon Nicolaidis – Rachel Suissa
- Slayers-Evolution R: Nama[forrás?]
- Szulejmán: Fatma szultána – Meltem Cumbul
- Amszterdam: Valerie Voze - Margot Robbie
- Asteroid City: színésznő - Margot Robbie
- Babylon: Nellie LaRoy - Margot Robbie
- Barbie (film): Barbie - Margot Robbie
- Bluey: Bogyó (Brandy) - Rose Byrne
- Botrány: Kayla Pospisil - Margot Robbie
- Focus – A látszat csal: Jess Barrett - Margot Robbie
- Két királynő: I. Erzsébet angol királynő - Margot Robbie
- Ragadozó madarak: Dr. Harleen Quinzel / Harley Quinn - Margot Robbie
- Suicide Squad – Öngyilkos osztag: Dr. Harleen Quinzel / Harley Quinn - Margot Robbie
- Tarzan legendája: Jane Porter - Margot Robbie
- The Suicide Squad – Az öngyilkos osztag: Dr. Harleen Quinzel / Harley Quinn - Margot Robbie

## Hanghordozó
- Papa esti meséi (CD – Peller Mariann mesél, 2014)[8]